# Werner Gleißner
Werner Gleißner (* 1966) ist ein deutscher Wirtschaftswissenschaftler (Wirtschaftsingenieur und Volkswirt) mit Schwerpunkt Risikomanagement, Unternehmensbewertung und Rating.
Gleißner vertritt einen Forschungsansatz zur Integration der bisher in der Betriebswirtschaftslehre weitgehend getrennten Methoden in Risikomanagement, Rating und Bewertung (speziell über den Einsatz von Simulationsverfahren für die Risikoaggregation).
Seit seinem Studium (1985–1990) und seiner Promotion 1997 an der Universität Karlsruhe (KIT) in Volkswirtschaftslehre (Geldpolitik) ist er Lehrbeauftragter an verschiedenen Universitäten und seit 2014 Professor an der Technischen Universität Dresden (Honorarprofessor für Betriebswirtschaftslehre, insbesondere Risikomanagement).
Er ist Vorstand der European Association of Certified Valuators and Analysts (EACVA) und der Deutschen Gesellschaft für Krisenmanagement e.V. und im Beirat der Risk Management Association (RMA) sowie Vorstand der FutureValue Group AG (verantwortlich für Forschung & Entwicklung betriebswirtschaftlicher Methoden). Zudem ist er im Auswahlausschuss der Studienstiftung des Deutschen Volkes tätig.
Seine Forschungs- und Tätigkeitsschwerpunkte liegen im Bereich Risikoanalyse und -aggregation (mittels Monte-Carlo-Simulation) und risikogerechter Bewertung sowie der Anwendung solcher Verfahren z. B. für Strategiebewertung, die Vorbereitung von Top-Management-Entscheidungen und Kapitalanlagestrategien. Dabei forscht und veröffentlicht er speziell über neue, nicht-finanzierungstheoretische Bewertungsverfahren, die ausgehend von Risikoanalysen und dem aggregierten Ertragsrisiko risikogerechte Kapitalkosten ableiten und somit nicht auf Aktienrenditeschwankungen (wie beim CAPM) basieren („Risiko-Wert-Modelle“ und „unvollkommene Replikation“).
Gleißner entwickelt in seinen Veröffentlichungen ein Risikomanangement-Konzept, bei dem die Risikoanalysen insbesondere der Vorbereitung unternehmerischer Entscheidungen dienen (z. B. Beurteilung des Ertrag-Risiko-Profils von strategischen Handlungsalternativen oder Risikobewältigungsmaßnahmen). Die Risikoaggregation wird als zentrale Aufgabe des Risikomanagements beschrieben, die notwendig ist, um „bestandsgefährdende Entwicklungen“ und ein mögliches Insolvenzrisiko aus der kombinierten Wirkung mehrerer Einzelrisiken zu erkennen.

## Schriften (Auswahl)
- W. Gleißner: Heuristische Geldpolitik. Dissertation 1997. 2. Auflage. Schäffer Poeschel Verlag, 1998.
- W. Gleißner: Risikopolitik und Strategische Unternehmensführung. In: Der Betrieb. Heft 33/2000, S. 1625–1629.
- W. Gleißner: Faustregeln für Unternehmer. Gabler Verlag, 2000
- W. Gleißner: FutureValue – 12 Module für eine strategische wertorientierte Unternehmensführung. Gabler Verlag, 2004
- W. Gleißner: Unternehmenswert, Rating und Risiko. In: WPg Die Wirtschaftsprüfung. 63. Jg., 14/2010, S. 735–743.
- W. Gleißner: Risikoanalyse und Replikation für Unternehmensbewertung und wertorientierte Unternehmenssteuerung. In: WiSt. Band 7, Nr. 11, 2011, S. 345–352.
- W. Gleißner: Für Kinder, Laien und Vorstände. In: Harvard Business Manager. Band 11, 2013, S. 104–107.
- W. Gleißner: Der Vorstand und sein Risikomanager. UVK, 2015.
- W. Gleißner, K. Füser: Praxishandbuch Rating und Finanzierung – Strategien für den Mittelstand. 3. Auflage. Verlag Vahlen, 2015.
- W. Gleißner, T. Just, E. Kamarás: Simulationsbasierter Ertragswert als Ergänzung zum Verkehrswert. In: ZIÖ – Zeitschrift für Immobilienökonomie. Juni 2017, S. 1–28.
- W. Gleißner: Risikomanagement, KonTraG und IDW PS 340. In: WPg – Die Wirtschaftsprüfung. Nr. 3/2017, S. 158–164.
- W. Gleißner: Value Investing: Status quo und Perspektiven. In: Corporate Finance. 03-04/2017, S. 103–116.
- G. Dorfleitner, W. Gleißner: Valuing streams of risky cashflows with risk-value models. In: Journal of Risk. Vol. 20, No. 3, 2018, S. 1–27.
- W. Gleißner, T. Günther, C. Walkshäusl: Financial sustainability: measurement and empirical evidence. In: Journal of Business Economics. Band 92, 2022, S. 467–516. doi:10.1007/s11573-022-01081-0
- W. Gleißner: Cost of capital and probability of default in value-based risk management. In: Management Research Review. Vol. 42 No. 11, 2019, S. 1243–1258.  doi:10.1108/MRR-11-2018-0456
- W. Gleißner: Grundlagen  des Risikomanagements – Handbuch für ein Management unter Unsicherheit. 4. Auflage. Verlag Vahlen, 2022.
- W. Gleißner: Klimawandel: Zur Unterscheidung von Fakten, Analysen und Prognosen in Umweltpolitik und Rechtsprechung. In: ZfU - Zeitschrift für Umweltpolitik und Umweltrecht. Nr. 3, 2023, S. 415–445.
- W. Gleißner, A. Weissman: Das zukunftsfähige Familienunternehmen - Mit dem QScore zu Unabhängigkeit, Resilienz und Robustheit. 2024. doi:10.1007/978-3-658-42787-0